# Медаль «90-летие национальным органам безопасности Азербайджанской Республики (1919—2009)»
Юбилейная медаль «90-летие национальным органам безопасности Азербайджанской Республики (1919—2009)» (азерб. "Azərbaycan Respublikası milli təhlükəsizlik orqanlarının 90 illiyi (1919–2009)" yubiley medalı) — государственная награда Азербайджанской Республики.

## История и положения
Медаль «90-летие национальным органам безопасности Азербайджанской Республики (1919—2009)» была учреждена Законом Азербайджанской Республики от 2 декабря 2008 года № 726-IIIQ.
Медаль присуждается военнослужащим, гражданским работникам, ветеранам, а также другим лицам, которые достигли высоких результатов при выполнении служебных обязанностей в национальных органах обеспечения безопасности Азербайджанской Республики, защищая национальные интересы страны от внутренних и внешних угроз, в области разведывательной и контрразведывательной деятельности, охране государственной тайны, борьбе с преступностью, а также за активное участие в обеспечении национальной безопасности и особых заслуги в развитии национальных органов обеспечения безопасности.

## Описание
Юбилейная медаль «90-летие Национальным органам безопасности Азербайджанской Республики (1919—2009)» изготовлена из бронзы и покрыта серебром, имеет диаметр 35 мм и круглую форму.
Передняя сторона медали представляет собой два вложенных друг в друга круга. В первом круге вдоль верхнего обода надпись «AZƏRBAYCAN RESPUBLİKASI», вдоль нижнего обода — «MİLLİ TƏHLÜKƏSİZLİK ORQANLARI». В центре медали в рельефе изображен эмблема Национального органа безопасности, окрашенная в серебряный цвет, под эмблемой в центре изображены цифры «1919-2009», под этими цифрами — цифры «90» серебристого цвета.
Задняя сторона медали гладкая, в верхней части изображены цифры «90», ниже надпись «AZƏRBAYCAN RESPUBLİKASI MİLLİ TƏHLÜKƏSİZLİK ORQANLARI» и цифры «1919-2009».
Элементы медали включают в себя прямоугольную металлическую пластину размером 27 мм x 39 мм, соединенную с кольцом и зажимом для ношения на одежде. Передняя сторона пластины разделена на две части: верхняя часть разделена красно-белой лентой состоящей из 5 полос. Правая и левая полосы составляют две трети пластины и окрашены в темно-голубой цвет. Оставшаяся треть разделена на три равные секции красной, синей и зеленой цветов в соответствии с цветами государственного флага Азербайджана. В нижней части пластины нанесена металлическая пластинка с нарисованными восемьюгольниками и национальным орнаментом, ширина которой составляет 4 мм.
Для крепления медали к одежде предусмотрен элемент из той же красно-белой ленты, размером 27 мм x 9 мм, с заклепкой.

## Способ ношения
Лица, удостоенные медали, награждаются руководителем соответствующего государственного органа, назначенным исполнительной властью.
Медаль «90-летие национальным органам безопасности Азербайджанской Республики (1919—2009)» размещается на левой стороне груди и следует за другими орденами и медалями Азербайджанской Республики после медали «За эффективное сотрудничество с органами прокуратуры».